# Блок, Иван Леонтьевич
Иван Леонтьевич Блок (Иоганн Фридрих; 1734—1810) — российский медик, родоначальник рода Блоков в России.

## Биография
Иоганн Фридрих Блок родился в 1734 году в Мекленбург-Шверине, в семье фельдшера. Изучал врачебные науки в Ростокском и в Берлинском университетах. 
В 1755 году вместе с братом Христианом приехал в Россию и поступил в русскую службу. Стал именоваться Иваном Леонтьевичем фон Блоком. Служил подлекарем, лекарем в Новгородском пехотном полку, с которым участвовал в Семилетней войне; штаб-лекарем в лейб-гвардии Измайловском полку. 
В 1785 году был назначен лейб-хирургом при великом князе Павле Петровиче, с 1799 года имел чин действительного статского советника. В награду за долговременную службу получил 600 душ крестьян в Ямбургском уезде Петербургской губернии — имение Удосолово и усадьбу Велькота.
Стал первым в роду русским дворянином — с 1 ноября 1791 года; 25 апреля 1796 года пожалован дипломом на дворянское достоинство.
Похоронен на Волковом лютеранском кладбище. Могила утрачена.

## Семья
Жена: Катарина (Екатерина Даниловна) Виц (1750 — 03.01.1813), дочь штаб лекаря. Венчание состоялось в 1767 году, в церкви Св. Петра и Павла в Петербурге. Их дети: 
- Екатерина  (1770 — после 1791);
- Елизавета (1775—1845), муж — полковник Август Тимрот (?—1840);
- Елена (1777—1856), муж — тайный советник Христиан Андреевич Бек;
- Фридрих (1781—1814)
- Александр (1786—1848) — действительный тайный советник и гофмейстер, жена — Наталья Петровна Геринг (1797—1839); их дети: Иоганн (1814—1848), Николай (1815—1819), Катарина (1816—1819), Александр (1817—1818), Софья (1820—1863), Николай (1822—186?), Лев (1823—1883), Александр (1825—1838), Ольга (1829—1901), Вера (1831—1882), Константин (1833—1897), Аделаида (1834 — после 1856);
- Мария (1788—1841), муж — генерал-майор Иван Михайлович Елагин (1779-184?); их дети: Михаил (р. 1816), Антонина (р. 1818), Александр (р. 1821), Виктор (р. 1823), Сергей (1824—1868), Аркадий (р. 1826), Елизавета (р. 1828), Африкан (р. 1832);
- Доротея (1790—1854), муж — Самуил Иванович фон Аллер (1789—1860); их дети: Екатерина (1822—1898), Александр (1824—1895), Мария (1827—1893), Михаил (1830-1874).